# دیبتسیگ
دیبتسیگ (به آلمانی: Diebzig) یک منطقهٔ مسکونی در آلمان است که در Osternienburger Land واقع شده‌است. دیبتسیگ ۲۷۶ نفر جمعیت دارد.